# Ferdinand Tiemann
Ferdinand Tiemann (10. června 1848 v Rübelandu v Sasko-Anhaltsku - 14. listopadu 1899 v Merseburgu) byl významný německý chemik zabývající se organickou chemií a parfumerií. Je považován za zakladatele chemie vonných látek, jež systematicky zkoumal, popsal jejich molekulární strukturu a uskutečnil jejich syntézu. Jeho práce měla značný vliv na rozvoj chemického průmyslu v oblasti vonných a chuťových látek.
Tiemann pracoval především na syntéze aromatických látek. Spolupracoval s Hermannem Kolbem, který věřil, že organické sloučeniny lze syntetizovat z anorganických sloučenin. Bylo to proti tehdy všeobecně uznávanému názoru, že organické sloučeniny mohou být syntetizovány pouze živými organismy.
Spolu se svým kolegou Wilhelmem Haarmannem vyvinul metodu syntézy vanilinu (hlavní vonná složka vanilky) z přírodního eugenolu (látka nacházející se v hřebíčku). Tato průkopnická práce měla zásadní význam pro průmyslovou výrobu vanilinu, což umožnilo nahradit drahý přírodní vanilin dostupnější syntetickou alternativou.
Společně s Karlem Reimerem vyvinul organickou reakci používanou k modifikaci fenolů a přípravě aldehydů, (například důležitého meziproduktu v chemickém průmyslu salicylaldehydu), která je dnes známa jako Tiemannova–Reimerova reakce.

## Vzdělání a kariéra

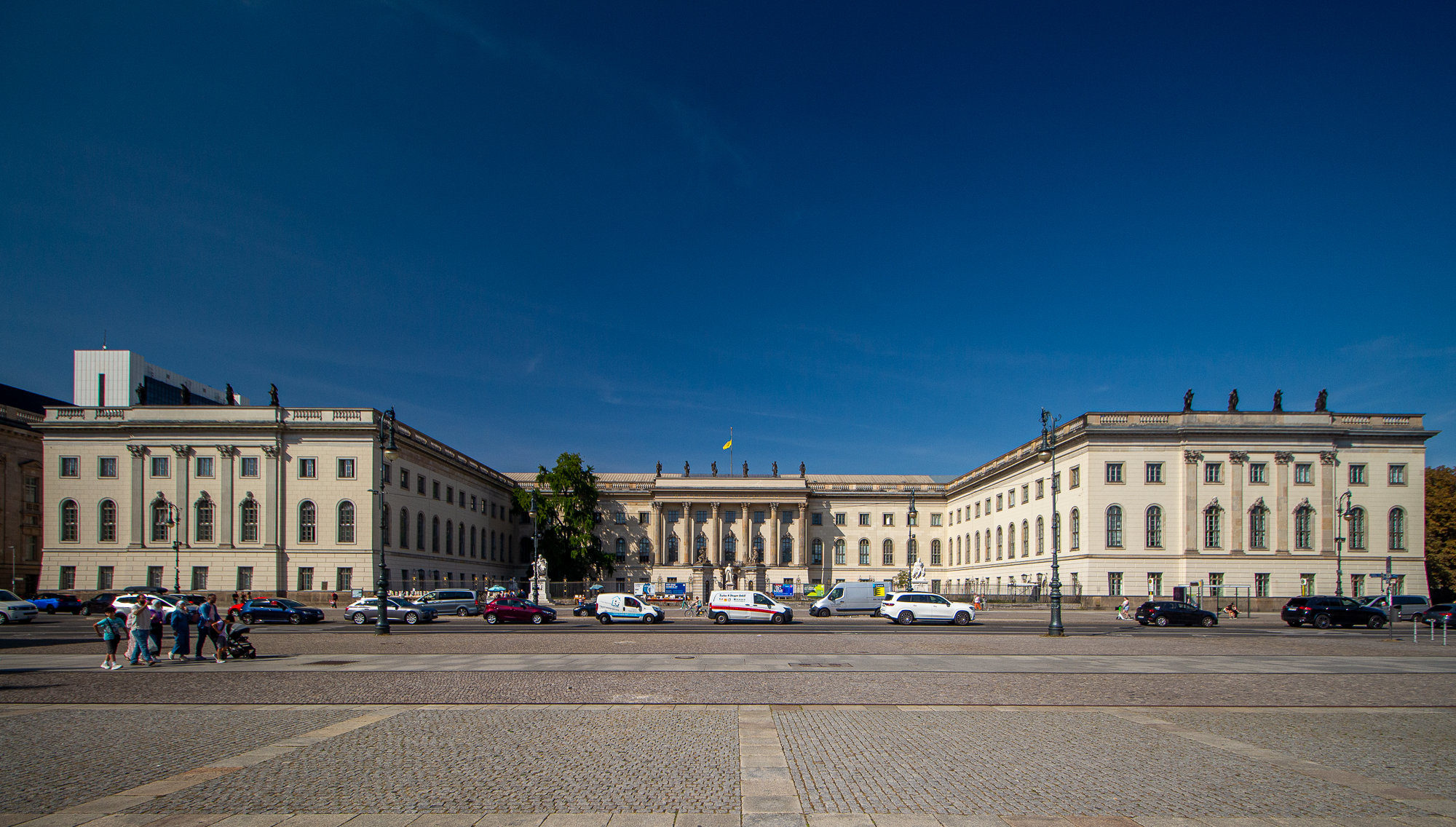
Humboldtova univerzita - současnost

Tiemann se narodil 10. června 1848 v Rübelandu v Sasko-Anhaltsku. Navštěvoval reálku v Braunschweigu, vyučil se lékárníkem a v roce 1865 začal studovat chemii a farmacii na Polytechnické škole v Braunschweigu.
V roce 1869 po vojenské službě odešel do tehdy největšího a nejmodernějšího chemického institutu té doby - na Berlínskou univerzitu (nyní Humboldtova univerzita). Zde studoval u Augusta Wilhelma von Hofmanna, který se zabýval studiem syntetických organických barviv, především výzkumem anilinu, uhelného dehtu či formaldehydu.
V roce 1870 získal Tiemann doktorát jako externí student na univerzitě v Göttingenu za disertační práci Noch ein Beitrag zur Kenntniss von Abdescendlingen des Toluens und des Guanidine. Svou vědeckou práci přerušil kvůli účasti v prusko-francouzské válce a ke své práci asistenta Hofmanna se vrátil až v létě 1872. Od roku 1873 byli Tiemann a Hofmann spřízněni sňatkem, neboť Tiemann si vzal jeho dceru.
V roce 1878 se habilitoval a v roce 1882 byl jmenován profesorem na Friedrich-Wilhelms-Universität v Berlíně. Zabýval se zde především chemií vonných látek. Byl členem Německé akademie věd Leopoldina, která mu v roce 1876 udělila za jeho služby Cotheniovu medaili.
V roce 1899 Tiemann zemřel po srdečním infarktu ve věku pouhých 51 let.  

## Objevy

### Vanilin

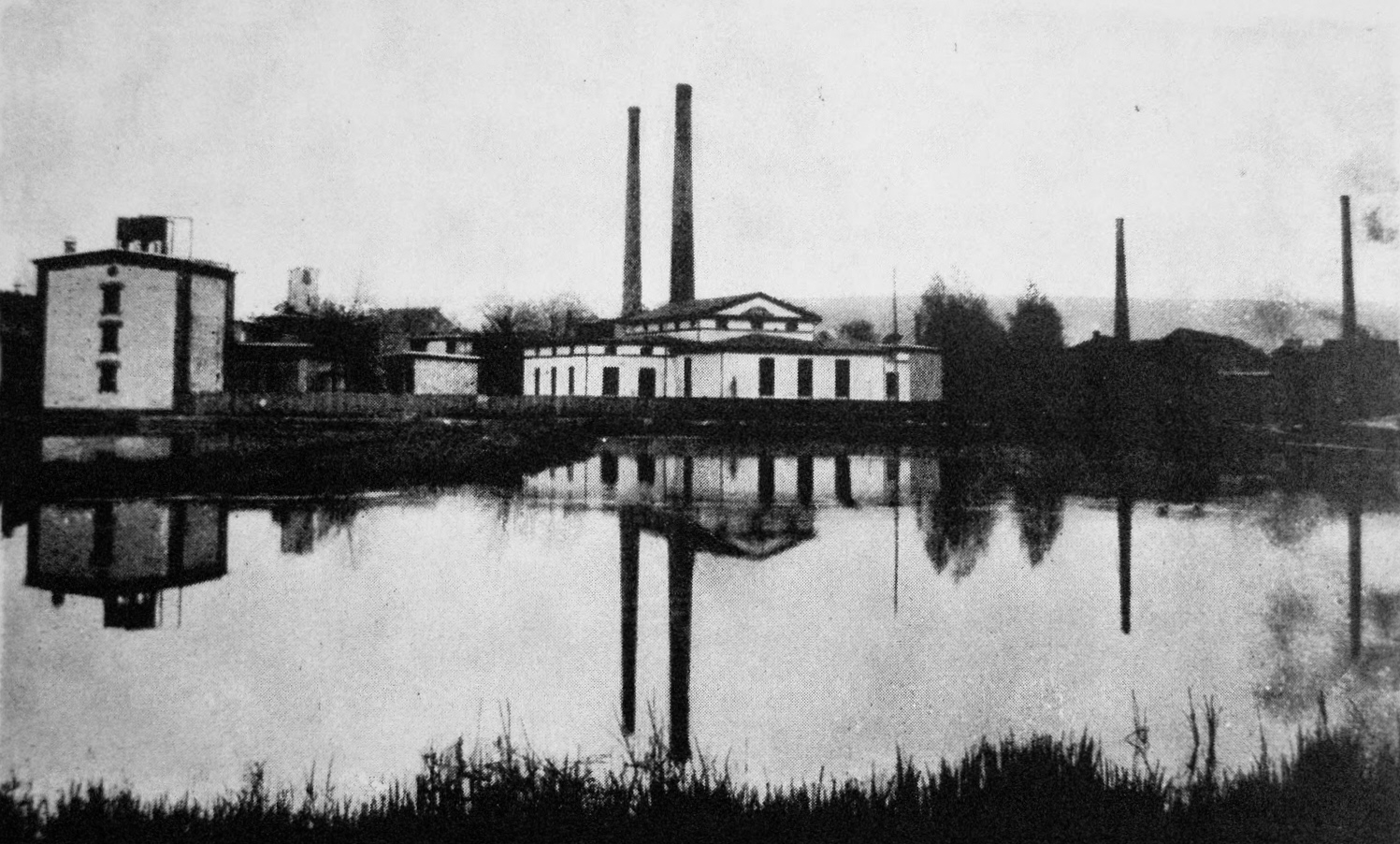
Haarmannova továrna na vanilku (1880)

V roce 1874 Tiemann spolu s Wilhelmem Haarmannem objevili proces výroby vanilinu z přírodního eugenolu (látka nacházející se v hřebíčku). Vanilin je aromatická organická sloučenina, která je hlavní složkou přírodní vanilkové vůně. Dosud byl velmi draze extrahován především z lusků vanilkovníku plocholistého.
Objev výroby vanilinu způsobil velkou poptávku po tomto produktu. Proto byla v roce 1875 v Holzmindenu založena Haarmannova továrna, která začala vyrábět vanilin v průmyslovém měřítku. Tato továrna také poprvé na světě vyrobila syntetické ochucovadlo. Tiemann se společnosti účastnil pouze jako tichý a poradenský partner, neboť se chtěl věnovat akademické kariéře. V roce 1876 se stal spolumajitelem Haarmannovy továrny na vanilin i jejich spolupracovník Karl Reimer.

### Reimerova-Tiemannova reakce

Ukázka Reimerovy-Tiemannovy reakce

Reimerova-Tiemannova reakce je příkladem klasické organické metody pro zavedení aldehydové skupiny do aromatických sloučenin. Používá se k formylaci fenolů, tedy k zavedení formylové skupiny (-CHO) do aromatického kruhu fenolu. Reakce obvykle vede k tvorbě ortho-substituovaného aldehydu, ale může také produkovat para-substituovaný derivát, i když v menším množství.
Například salicylaldehyd vyrobený chemickou reakcí z chloroformu, hydroxidu draselného a fenolu (Reimerova-Tiemannova reakce), získal význam jako meziprodukt ve vonném, barvířském a farmaceutickém průmyslu.

### Terpeny a jonony

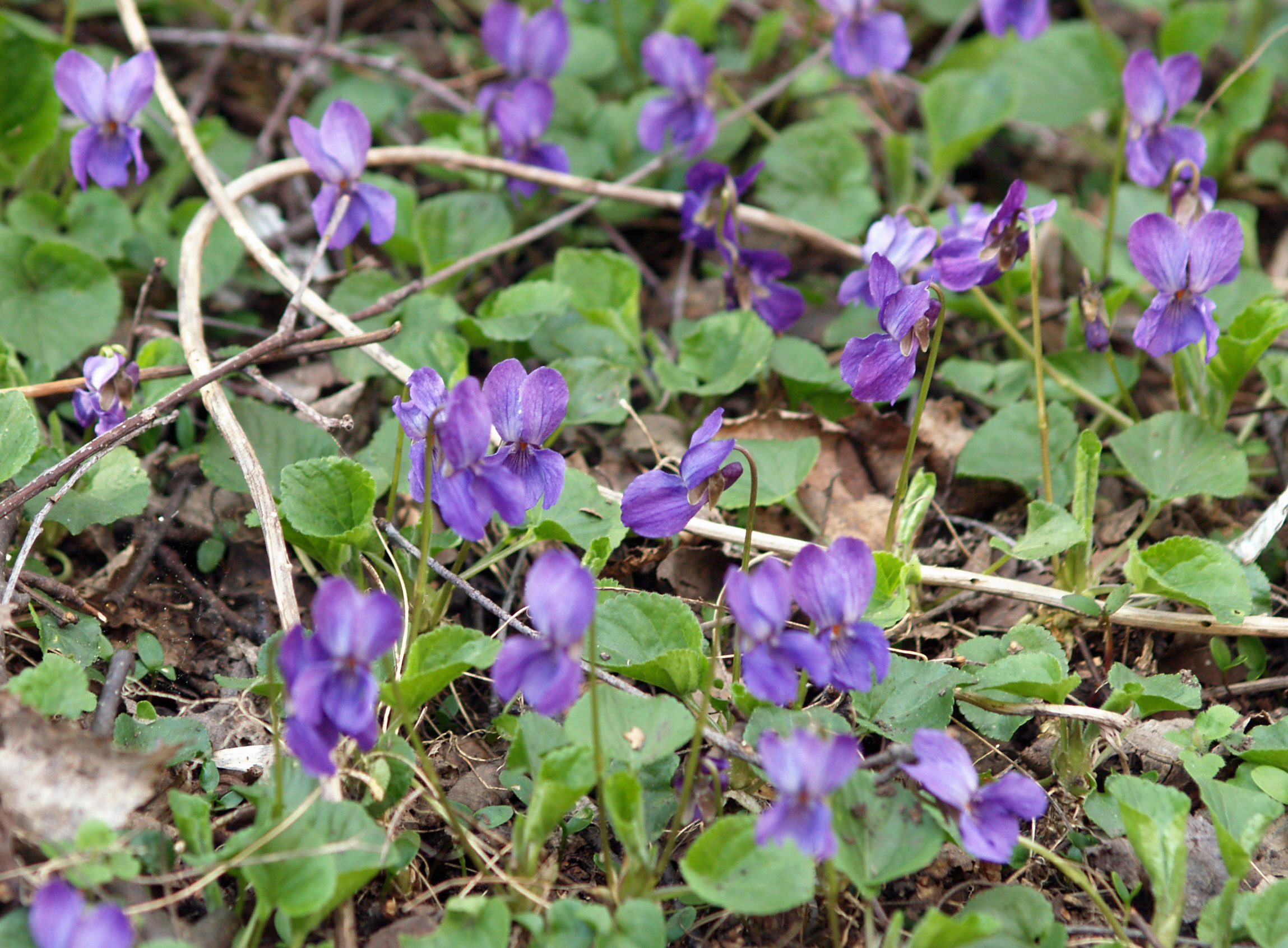
Violka vonná - obsahuje jononový olej

Tiemann studoval terpeny, které tvoří hlavní složku rostlinných esenciálních olejů (silice). Byly to limonen, pinen, heliotropin (Piperonal), isoeugenol s vůní hřebíčku a kumarin nalezený ve svízelu vonném.
V roce 1893 objevil jonony, což jsou organické sloučeniny patřící do skupiny ketonů a terpenoidů. Tyto cyklické sloučeniny se běžně vyskytují ve vonných složkách květin. Existují tři hlavní izomery jononů:
- α-jonon – voní po fialkách
- β-jonon – voní sladce, dřevitě a jemně ovocně
- γ-jonon – voní po směsi květin a ovoce

Jonony jsou důležité zejména v parfumerii a potravinářském průmyslu díky své charakteristické vůni (především po fialkách). Vanilin a jonony pak vytvořily hlavní produkty rodícího se průmyslu vůní.

## Ocenění
- Cotheniova medaile Leopoldiny společně s Wilhelmem Haarmannem (1876)
- Člen Německé akademie věd Leopoldiny (1888)
- Označení chemických reakcí: Tiemannova syntéza aminonitrilu (1880) a Tiemannovo přeskupení amidoximu-močoviny (1891)
- Pojmenování objeveného minerálu Tiemannit (HgSe)